# 东不羹故城
东不羹故城，是春秋时代诸侯国不羹的故城遗址，位于河南省舞阳县章化镇前、后古城村，城周长5500米，略呈不规则的三角形。1956年发掘时发现了排水道、砖瓦、陶器、瓦当、楚国货币、铜器等。